# Соловьёво (Волховский район)
Соловьёво — деревня в Кисельнинском сельском поселении Волховского района Ленинградской области.

## История
Деревня Соловьёва упоминается на карте «Ладожское озеро и Финский залив с прилегающими местами» 1745 года.
Деревня Соловьёва обозначена на карте Санкт-Петербургской губернии 1792 года А. М. Вильбрехта.
На карте Санкт-Петербургской губернии Ф. Ф. Шуберта 1834 года также упоминается деревня Соловьёва.

СОЛОВЬЁВО — деревня принадлежит Казённому ведомству, число жителей по ревизии: 24 м. п., 27 ж. п. (1838 год)

На карте профессора С. С. Куторги 1852 года отмечена деревня Соловьёва.

СОЛОВЬЁВА — деревня Ведомства государственного имущества, по просёлочной дороге, число дворов — 10, число душ — 32 м. п. (1856 год)

СОЛОВЬЁВА — деревня казённая при колодце, число дворов — 11, число жителей: 37 м. п., 34 ж. п.. (1862 год)

В деревне находилась часовня во имя Пророка Илии.
В конце XIX века деревня административно относилась к Песоцкой волости 1-го стана Новоладожского уезда Санкт-Петербургской губернии, в начале XX века — 4-го стана.
По данным «Памятной книжки Санкт-Петербургской губернии» за 1905 год деревня Соловьёво вместе с деревней Черневщина образовывали Соловецкое сельское общество.
Согласно данным переписи населения СССР 1926 года в деревне Соловьево проживали 77 человек — все русские.
По данным 1933 года деревня Соловьёво входила в состав Черноушевского сельсовета Волховского района.

План деревни Соловьёво. 1941 год

Согласно топографической карте РККА 1941 года деревня насчитывала 14 дворов.
По данным 1966 года деревня Соловьёво также входила в состав Черноушевского сельсовета.
По данным 1973 и 1990 годов деревня Соловьёво входила в состав Чаплинского сельсовета Волховского района.
В 1997 году в деревне Соловьёво Кисельнинской волости проживали 5 человек, в 2002 году — 4 человека (русские — 75 %).
В 2007 году в деревне Соловьёво Кисельнинского СП — 1 человек.

## География
Деревня расположена в западной части района на автодороге 41К-055 (Волхов — Кисельня — Черноушево).
Расстояние до административного центра поселения — 5 км.
К югу и востоку от деревни протекает река Елена (Ладожка).

## Демография
| 1862 | 2007 | 2010 | 2017 |
| ---- | ---- | ---- | ---- |
| 71   | ↘1   | ↗3   | ↗4   |

### Национальный состав
Согласно данным Всероссийской переписи населения 2021 года в деревне проживали 6 человек, все русские.